# Ransford Osei
Ransford Osei, född 5 december 1990 i Accra, Ghana, är en fotbollsspelare som spelar som anfallare i Asante Kotoko, dit han kom från sydafrikanska Bloemfontein Celtic.